# سوچیگومو
سوچیگومو (به ژاپنی: 土蜘蛛 Tsuchigumo)،

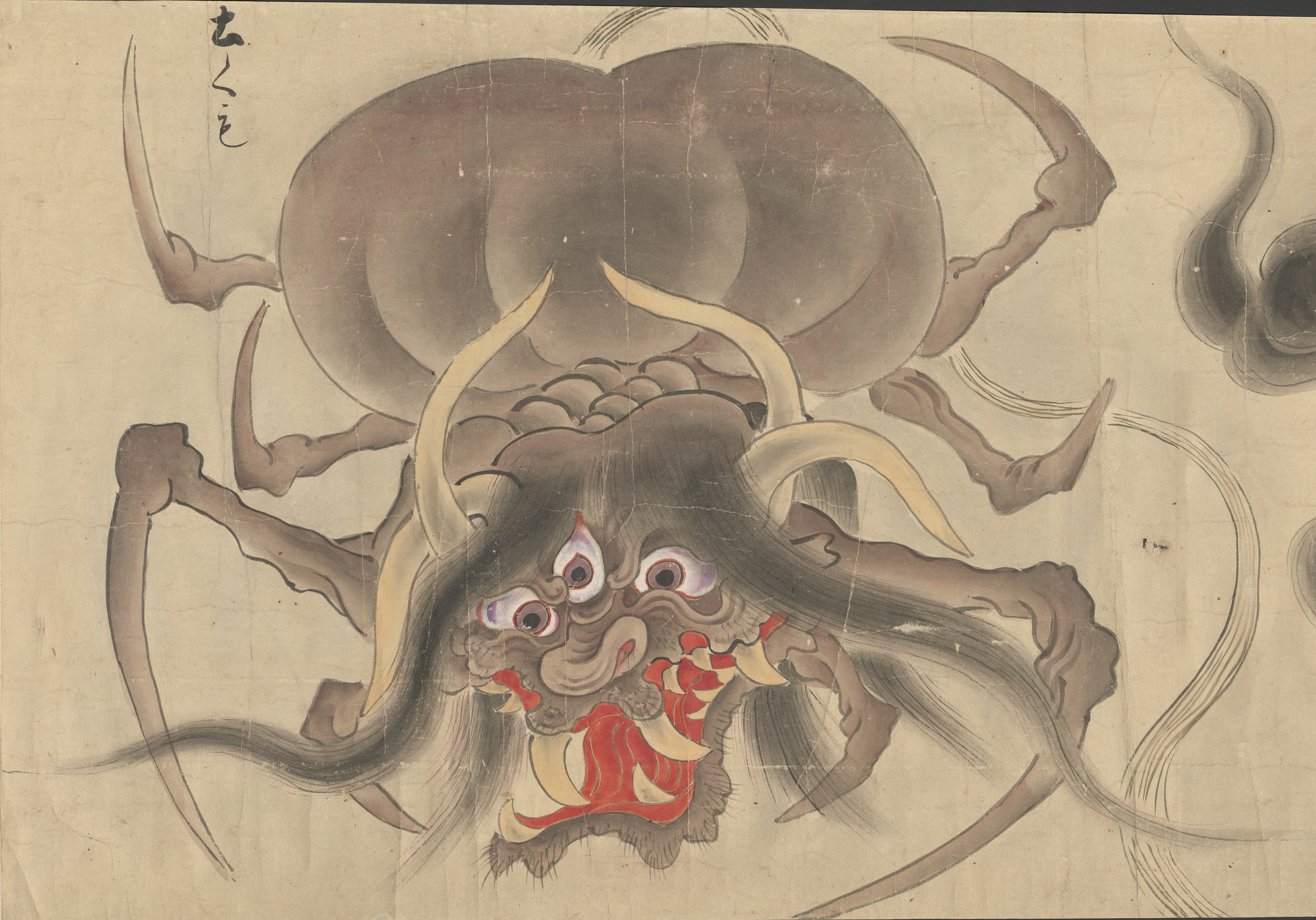
سوچیگومو، از باکه‌مونو نو ئه طومار، دانشگاه بریگم یانگ

یک اصطلاح تحقیرآمیز تاریخی ژاپنی برای قبیله‌های محلی مرتد، و همچنین نام نژادی از عنکبوت‌مانند yōkai در فولکلور ژاپنی است. نام‌های جایگزین «تسوچیگومو» اسطوره‌ای عبارتند از: yatsukahagi (八握脛, تقریبا "هشت پا در دست") و ōgumo (大蜘蛛, "عنکبوت غول پیکر"). در «کوجیکی» و در «نیهون شوکی»، این نام از نظر آوایی با چهار کانجی 都知久母 (برای چهار مورائه) نوشته می‌شد. "تسو-چی-گو-مو")،